# 霍赫菲希特山
48°44′11″N 13°55′16″E / 48.73639°N 13.92111°E

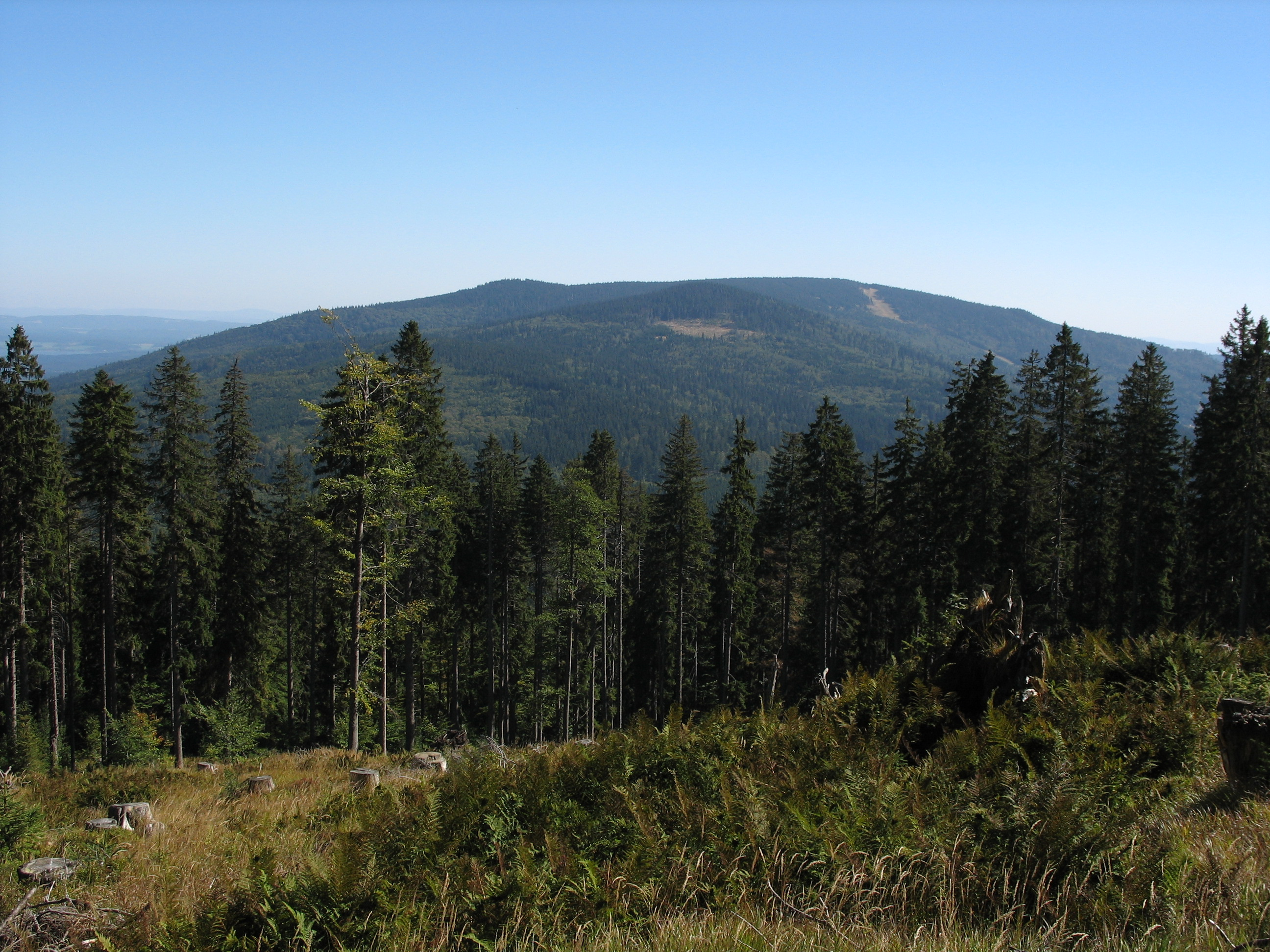

霍赫菲希特山（德语：Hochficht）是中歐的山峰，位於奧地利和捷克接壤的邊境，屬於波希米亞林山的一部分，距離普勒肯施泰因山5.7公里，海拔高度1,338米，每年平均降雨量1,249毫米。